# Probolus fukuchiyamanus
Probolus fukuchiyamanus là một loài tò vò trong họ Ichneumonidae.